# Андоба (приток Костромы)
А́ндоба — река в Судиславском, Сусанинском и Костромском районах Костромской области России. Устье реки находится в 45 км от устья реки Кострома по левому берегу у деревни Пустынь Костромского района напротив границы с Любимским районом Ярославской области.
Длина реки составляет 122 км. Площадь водосборного бассейна — 914 км².
Притоки: Корба (97 км от устья), Сверкунья (95 км), безымянный ручей из озера Медвежье, Востырь, Окачиха.
Сельские населённые пункты на реке: Медведево, Сосновик, Залужье, Ощурки, Охапкино, Дудкино, Борок, Поповское, Тыково, Волково, Панкратово, Пестенька, Шарыгино, Фефелово, Фоминское, Подольново, Пустынь.

## История
На реке располагался Андомский стан.

## Данные водного реестра
По данным государственного водного реестра России относится к Верхневолжскому бассейновому округу, водохозяйственный участок реки — Кострома от истока до водомерного поста у деревни Исады, речной подбассейн реки — Волга ниже Рыбинского водохранилища до впадения Оки. Речной бассейн реки — (Верхняя) Волга до Куйбышевского водохранилища (без бассейна Оки).